# 愛媛県立宇和高等学校
愛媛県立宇和高等学校（えひめけんりつうわこうとうがっこう）は、愛媛県西予市にある県立高等学校である。

## 概要
愛媛県立宇和高等学校（えひめけんりつうわこうとうがっこう）は、愛媛県西予市宇和町卯之町4丁目190番地1に位置する県立高校。普通科と生物工学科を有する総合高校。1908年に設立された宇和農業学校と1922年設立の東宇和高等女学校を併せ、1949年に発足した。略称は宇和高（うわこう）。

## 基礎データ

### 所在地
- 本校（愛媛県西予市宇和町卯之町4丁目190番地1）
- 立間分教場（愛媛県宇和島市吉田町立間2番地1956）

## 校訓・教育理念

### 校訓
剛健・清純・親和
- 剛健･･･質実、剛健で責任感が強く、独立精神と実践力を持つ人材を育成する。
- 清純･･･敬愛の心豊かな、清純・明朗で優しさのある人材を育成する。
- 親和･･･学友仲良く、師弟の絆を強め、隣人愛を持つ人材を育成する。

### 教育理念
大地と共に心を耕せ
「大地と共に心を耕せ」という教訓は札幌農学校の教育理念とされ、農蚕学校を前身にもつ本校の「農場訓」として引き継がれています。
　豊かな心を持ち、たくましく今世紀を生き抜く生徒を育成する本校にとって、この「大地と共に心を耕せ」は、普通科・農業科から成る総合制高校の教育理念として最もふさわしく、誇らしい言葉です。

宇和高校では、さまざまな教育活動を通して「こんな大人になってほしい」という視点での教育を行っています。

### 象徴

#### 校章
1950年4月1日に制定された。図案は初代校長の佐伯秀雄氏。

#### スクールマーク
現在、スクールマークとして桜の花びらのロゴが制定されている。このマークは夏服の袖に刺繍されている。

#### スクールカラー
スクールカラーは古代紫。

## 設置学科

### 設置学科および類型・専攻
- 全日制
  - 普通科[2]
    - 〔Ⅰ型〕 短大等進学・就職志望者向き
    - 〔Ⅱ型〕 四年制大学志望者向き

  - 生物工学科[3]
    - 野菜専攻
    - 常緑果樹専攻
    - 作物・落葉果樹専攻
    - 草花専攻

### 生物工学科
かつて設置されていた農業経営科と農業工学科は農業の衰退及び学歴偏重主義が相まって二学科とも1982年（昭和57年）より定員割れの状態が続いていた。そこで同校は「特色ある魅力あふれた学科づくり」・「地域に信頼される学科づくり」・「進路を保証する学科づくり」を目標に学科改組に着手した。同様に県教育委員会においても職業教育検討委員会が設置され、農業科の改善について「情報教育、バイオテクノロジー教育の充実」などが受験生減少に歯止めをかける方策として答申された。これを受け、かねてから検討されていた学科再編成計画を基に「生物工学科」を新設、農業経営科の募集を停止した。その後さらに受験生の減少が続いたため、平成12年度には農業工学科の募集を停止するに至った。

## かつてあった学科

### かつてあった学科
- 園芸科（1974年（昭和49年）に募集停止）
- 農業科（1974年（昭和49年）に募集停止）
- 農業経営科（1992年（平成4年）に募集停止）
- 農業工学科（2000年（平成12年）に募集停止）
- 商業科（2004年（平成16年）に募集停止）

### 商業科（2004年募集停止）
第二次世界大戦後、占領軍の高等学校の総合制を中心とした再編成が行われていた。これにより1949年（昭和24年）9月に県立高等学校の整理・統合が実施された。特に本県関係の米軍指導者は総合制高校設置の主張が強く、47校の県立高等学校は29校になった。このとき、県内において単独制商業高等学校は1校も認められなかった。文部省調査によると、単独制商業高等学校として認められたものは全国にわずか71校のみであり、そのほとんどが東京を中心とした東日本地域に存在していた。その反面、総合制高等学校の実施により、従来は商業科が存在していなかった地域においても、総合制高等学校の中に商業科が設置されることとなった。この総合制高等学校のねらいというのは、当時の普通科高等学校における大学進学率は全国平均で30％程度であったにもかかわらず、あたかもすべての生徒が大学へ進学するかのような教育が行われていたことを是正し、生徒のそれぞれの進路に応じた教育実施のために各高等学校にそれぞれ数種の学科を併設すべきという意見が根底にあった。かくして松山商業高等学校は松山東高等学校商業科、八幡浜商業高等学校は八幡浜高等学校商業科、宇和島商業高等学校は宇和島東高等学校商業科、新居浜商業高等学校は新居浜東高等学校商業科と改称され、三島高等学校・今治北高等学校そして宇和高等学校に商業科が新設された。2004年（平成16年）に募集停止となり、2006年（平成18年）2月22日商業科閉科式が挙行された。

## 沿革

### 略歴

#### 東宇和郡立農蚕学校・愛媛県立宇和農業学校
- 郡立農蚕学校設立の経緯

日清戦争後の日本における経済は目覚ましい発展を遂げ、南予の農業も養蚕業が次第に勃興し、飼育技術についての関心が高まってきていた。宇和町は古くから当地方の文化経済の中心を担っていた。それだけに教育に対する関心も高く、農業教育を主とした中等学校設立の機運が深まった。かくして、明治38年の12月の東宇和郡農会総会開催の際、甲種農林学校設立案が提出された。同会においては満場一致で可決され、新ためてこの案を東宇和郡会にこの建議案を提出することとした。その後、郡においても農業学校の必要性を確認し、明治39年2月の通常郡会にこのことを諮問した。これを受けた郡会では、必要性を認識しつつも、多額の費用を要する大事業であるとして、さらに研究したうえで散会となった。その後、郡役所と郡会は精力的に調査活動を行い、郡立山梨蚕業学校や兵庫県立蚕業学校など県外9校を調査した。これによって得られた具体的な設立計画案が明治40年2月に提出された。設立については満場一致で可決されたのだが、設置場所については2派にわかれ、激論がたたかれた。宇和町に設置することに終始反対した野村町は学校敷地の無料貸与と建築費の一部を負担することを申し出た。設置場所については採決がとられ、採決の結果は宇和・野村同数であったために、議長の採決で原案通り宇和町に設置が決定した。これにより、同年７月、文部大臣あてに郡立農蚕学校設立の申請書が提出された。かくして明治41年5月1日、蚕病予防事務所卯之町出張所を仮校舎として、入学式を兼ねた開校式が行われた。
- 郡立農蚕学校設立の県移管

創立10周年の記念式典を終えた翌大正7年4月1日、文部省告示をもって県移管が認可され、愛媛県立宇和農業学校と改称された。
- 創立20周年記念式挙行

昭和2年4月15日に創立20周年記念式挙行が挙行された。当初は新たに拡張した運動場で実施する予定だったが、前日からの天候不良により講堂で開催された。また、当日の夜に鬼窪において祝賀会が開催された。
- 創立30周年記念式挙行

昭和14年４月12日に創立30周年記念式が挙行された。この式典は１日目の４月12日に行われ、２日目に戦死者追悼会、３日目に運動会が行われその日の夜に活動写真の上映が行われ、1200名が詰めかけた。
- 創立40周年記念式挙行

昭和23年４月29日より３日間にわたって、創立40周年記念式が挙行された。１日目は40周年記念式典と祝賀会、２日目は記念講演と演劇及び歌のコンクール、3日目に南予高校野球、卓球、マラソン大会が実施された。

#### 愛媛県立東宇和高等女学校
1922年（大正11年）に創立。当初は郡立として設立を進めていた。設立前後の様子を明確に述べた資料が少ない。大正11年12月21日、県立東宇和高等女学校設置に関する件が知事より承認され、その後文部省から同様に認可された。上宇和村と宇和町の合併により空白となった上宇和小学校の跡地に設立された。1948年（昭和23年）に新制高校として男女共学となるまでに1000名を超える卒業生を世に送り出した。

#### 愛媛県立宇和高等学校
創立以来40年の年月を経て、すでに当時、宇和農業学校は本県の農業学校の中でも最古であった。昭和23年4月、学制改革により、県下各地に高等学校が設置されることとなった。終戦に伴う学制改革により県下各地に高等学校が設置された事に伴い、郡内においても宇和農業学校の伝統を生かした南予全域の中心的な農業高校を設立すべきという要望があった。また、県立農事試験場南予分場が廃止されることとなり、この施設を利用して園芸科を設置せよという声も上がった。1948年（昭和23年）に園芸科を併せた宇和農業高等学校が新設された。それと同時に定時制課程も設置され、中心校と高山・俵津に分校を設置、続いて9月には奥南にも分校設置が決定した。その一方で東宇和高等女学校は学制改革により、同年4月1日に男女共学の東宇和高等学校となった。しかし、宇和農業高等学校・東宇和高等学校はともに次の宇和高校への橋渡しであり、1年間のみしか設置されなかった。そして翌1949年（昭和24年）9月1日、高等学校再編成により、宇和農業高等学校及び東宇和高等学校を廃止・統合して宇和高等学校が設置された。定員は普通科450名、農業科300名、商業科150名となったが、これは名目だけの統合であり、校舎の建設が間に合わず生徒は東校舎、西校舎に分かれていた。1952年（昭和27年）に統合校舎が完成し、西校舎を引き上げて全校生徒が現在地へと移った。この、西校舎から統合校舎へ移転する際、生徒は机や椅子、教員は書類等を2日間にわたって徒歩で運んだ。2日間で650名の生徒と職員が練り歩いた。
- 定時制課程の設置

昭和20年頃、高校に進学しない青年層の80％に対しても教育の機会を与えようという機運が高まっていた。昭和27年には東宇和郡新学制準備協議会が開かれた。その結果、中心校である宇和農業高校には普通科と農業科、家庭科、高山分校は普通科、俵頭分校は農業科と決定した。その後、昭和24年9月1日、中心校である愛媛県立宇和農業高等学校は愛媛県立東宇和高等学校と統合し、愛媛県立宇和高等学校と改称した。それに従い、定時制課程の名もこれに準ずることとなった。

### 年表

#### 開校以前
- 1905年4月（明治38年）- 愛媛教育協会東宇和部会は中等学校設立の急務を唱え、郡農会は実業学校設置を提言
- 1906年2月（明治39年）- 郡立農蚕学校設置の件を通常郡会へ諮問
  - 6月 - 臨時郡会に甲種農蚕学校設置の件について答申
- 1907年2月（明治40年）- 通常郡会において甲種農蚕学校設置が満場一致で可決。ただし、設置場所が宇和・野村で両意見が対立し、採決の結果同数となり、議長の採決により、宇和となる

#### 東宇和郡立農蚕学校（明治41年5月1日～大正7年3月31日）
- 1908年3月2日（明治41年）- 郡立農蚕学校設置並びに学則、文部大臣認可
  - 5月1日 - 仮校舎である蚕病予防事務所にて開校式・入学式を挙行。入学生徒数59名
  - 6月30日 - 新校舎に移転
- 1909年3月（明治42年）- 普通教室及付属建物（86坪）竣工、特別教室、養蚕室延150坪竣工
  - 4月 - 実習地、畑1町3反3畝26歩・田5反7畝1歩を借入れる
  - 4月26日 - 学則改正認可
  - 10月24日 - 開校式典挙行（来賓75名、生徒父兄30名、知事告示、郡長の学校沿革説明）。式後、祝賀会・余興・素人相撲・花火・運動会が開催された
- 1910年3月（明治43年）- 実習地として畑4畝26歩を借入れる。本館、博物教室、畜舎、収納舎、大農具室、堆肥場、家禽舎、豚舎342坪竣工
- 1911年3月（明治44年）- 乾繭室及び納屋竣工
  - 3月2日 - 創立3周年記念式典を挙行
- 1912年1月27日（明治45年）- 校友会設立。実習地として田2反歩・畑1町歩を借入れる（大正2年まで）
  - 2月11日 - 同窓会発足
  - 3月 - 食堂、炊事場、浴室及び付属廊下竣工
  - 3月2日 - 創立4周年記念式典を挙行（以後、大正7年まで毎年本日を記念日として式典を実施）
- 1913年1月（大正2年）- 運動場600坪新設。
  - 3月 - 養蚕室兼寄宿舎廊下便所竣工
  - 5月16日 - 「剛健の碑」できる
- 1917年6月（大正6年）- 倉庫5坪竣工
  - 11月23日 - 創立10周年記念式典を挙行。来賓200名。
- 1918年3月29日（大正7年）- 文部大臣へ本校を県立に移行の件の認可を申請

#### 愛媛県立宇和農業学校（大正7年4月1日～昭和23年3月31日）
- 1918年4月1日（大正7年）- 文部省告示第109号をもって、愛媛県立宇和農業学校と改称。県営移管。「剛健の歌」できる
- 1919年11月15日（大正8年）- 「剛健の碑」移転完了
- 1920年5月10日（大正9年）- 末光前校長を記念して校旗の製作を企画。304円10銭で三越に調製を依頼
  - 9月18日 - 校旗制定記念式を挙行
- 1921年4月（大正10年）- 実習地菜園、3反7畝12歩を借入れ
  - 7月17日 - 自転車置場竣工
- 1922年8月24日（大正11年）- 理化学実験室竣工
- 1924年1月29日（大正13年）- 畜舎井戸落成
  - 9月11日 - この年から恒例だった東京修学旅行を満鮮方面に変更
- 1925年9月（大正14年）- 博物教室を改造して講堂を作る
- 1926年2月6日（大正15年）- 狭窄射撃場を設置
- 1927年4月15日（昭和2年）- 創立20周年記念式典を挙行。歴代校長肖像画を作製
  - 11月26日 - 銃器庫、豚舎、堆肥舎の建築竣工
- 1928年11月21日（昭和3年） - 表門のコンクリート工事完了
- 1929年12月（昭和4年）- 大久保圃に温床設置
- 1935年6月12日（昭和10年）- 養蚕室竣工
- 1939年4月20日（昭和14年）- 創立30周年記念式典を挙行。記念事業として温室加工室竣工
- 1940年9月（昭和15年）- 文部省補助により繁殖豚舎1棟落成
  - 10月9日 - 紀元2900年記念神宮大麻奉斉殿落成式を挙行
- 1941年4月1日（昭和16年）- 学級増加6学級編成、定員300名
  - 8月 - 新校舎敷地埋め立てを開始。
- 1942年4月（昭和17年）- 学級増加に伴う改築工事を開始
- 1943年3月（昭和18年）- 大東亜記念植林5町歩（下宇和村大字皆田）
  - 10月 - 本館左半分完成（校長室、事務室、職員室、教室2）
- 1944年1月8日（昭和19年） - 桜陵忠魂社合祀祭慰霊祭を挙行
  - 3月 - 大東亜記念植林8町歩（下宇和村及び田之筋村）
- 1945年4月1日（昭和20年）- 獣医畜産科設置、定員45名に増員。林産製造所設置
- 1946年4月1日（昭和21年）- 獣医畜産科を農業科に改める
- 1947年10月（昭和22年）- 本館その他落成（教室2、宿直室、衛生室、応接室、職員住宅2戸）
- 1948年4月1日（昭和23年）- 学制改革により愛媛県立宇和農業高等学校と改称され宇和農業学校解消

#### 愛媛県立宇和農業高等学校（昭和23年4月1日～昭和24年8月31日）
- 1948年4月1日（昭和23年） - 学制改革により、宇和農業高等学校に改称。農業科・園芸科設置。職員住宅3戸、理科・生物教室増築。農場管理室・収納舎移転完成
  - 10月14日 - 定時制課程発足、中心校開校（夜間）
  - 10月26日 - 定時制課程奥南分校農業科開校（夜間）
  - 10月27日 - 定時制課程俵津分校農業科開校（昼間）
  - 10月28日 - 定時制課程高山分校農業科開校
- 1949年5月1日（昭和24年） - 創立40周年、高校発足1周年、定時制発足1周年記念式典を挙行
  - 8月31日 - 宇和農業高等学校、東宇和高等学校合併のため発展的解消

#### 愛媛県立東宇和高等女学校（大正11年4月22日～昭和23年3月31日）
- 1921年1月（大正10年）- 東宇和郡立女学校設立について郡長に交渉
  - 12月21日 - 県立高等女学校設置について承認
- 1922年1月24日（大正11年）- 文部省告示第24号をもって、愛媛県立東宇和高等女学校を同日、東宇和郡上宇和村に設置。同年4月1日より開校が認可
  - 4月12日 - 第1回入学式を挙行。1学年、2学年各々50名入学
  - 4月22日 - 開校式を挙行
- 1923年5月18日（大正12年）- 寄宿舎新築工事着工（総工費21,490円）
- 1925年12月8日（大正14年）- 徽章制定
- 1932年10月（昭和7年）- 校歌制定。当時の関根台次郎校長が作詞を細谷清見教諭に委嘱し、それを葛原氏が加筆修正を行った。作曲は作曲家の室崎琴月氏
  - 11月1日 - 創立10周年記念式典を挙行。
- 1937年4月22日（昭和12年）- 創立15周年記念式典、物故者慰霊祭を挙行
- 1942年4月6日（昭和17年）- 学級増加、定員400名
- 1944年11月（昭和19年）- 尼ヶ崎市北灘波町「住友プロペラ」工場へ勤労奉仕。
- 1945年3月（昭和20年）- 広第11航空工廠へ勤労奉仕
  - 4月1日 - 専攻科設置
- 1947年4月1日（昭和22年）- 新学制実施、生徒募集行わず
- 1948年（昭和23年）- 学制改革により男女共学の愛媛県立東宇和高等学校と改称されるため東宇和高等女学校解消。

#### 愛媛県立東宇和高等学校（昭和23年4月1日～昭和24年8月31日）
- 1948年（昭和23年）- 学制改革により男女共学の愛媛県立東宇和高等学校と改称
- 1949年（昭和24年）- 宇和農業高等学校、東宇和高等学校合併のため発展的解消

#### 愛媛県立宇和高等学校（昭和24年9月1日～）
- 1949年9月1日（昭和24年）- 東宇和高等学校、宇和農業高等学校を併せ、宇和高等学校発足（定員　全日制普通科450名、商業科150名､農業科300名）
- 1950年4月1日（昭和25年）- 校章制定
  - 9月4日 - 牛乳処理場完成
- 1951年1月11日（昭和26年）- 校歌制定
  - 4月1日 - 奥南分校を愛媛県立吉田高等学校に移管
  - 図書館の全図書の旧区分を日本十進区分に切り替え
- 1952年11月25日（昭和27年）- 統合校舎竣工
  - 12月21日 - 普通科・商業科、西校舎より移転完了
- 1953年4月3日（昭和28年）- 統合校舎落成式・運動場拡張竣工式挙行
  - 9月5日 - 家庭科教棟竣工
  - 9月30日 - 更衣室（農業化及女子）竣工
- 1954年12月26日（昭和29年）- 全国高等学校駅伝競走大会に出場
- 1955年3月14日（昭和30年）- 物理教室増築
  - 4月3日 - 温室竣工
- 1956年8月5日（昭和31年）- 宇和高等学校同窓会設立
- 1957年4月1日（昭和32年）- 俵津分校を豊海分校と改称
  - 9月23日 - 宇和農業学校・東宇和高等女学校・宇和高等学校の合併による宇和高等学校同窓会発足
  - 11月22日 - 講堂兼体育館新築工事着工（鉄骨平屋建250.64坪、収容人員1,300人、総工費11,444,000円）
  - 12月25日 - 全国高等学校駅伝競走大会に出場（参加49校中16位）
- 1958年5月2日（昭和33年）- 講堂兼体育館落成（250.6坪、総工費1044万4000円）
  - 5月3日 - 3日間にかけて創立50周年記念式典挙行
  - 6月11日 - 玄関前畜舎・堆肥舎・鶏舎移転改築
  - 6月12日 - 作物保護教室竣工（養蚕室一部改増築）
  - 7月16日 - シャワー室竣工（旧豚舎改築）
  - 講堂周辺植樹、校地周辺に生垣設置
- 1959年3月25日（昭和34年）- 農業実習教室竣工
  - 4月6日 - 市の頼桑園、宇和川改良工事のため県へ摂取される（6反6畝8歩）
  - 8月28日 - 農業実習教室竣工
  - 11月20日 - 農業実習地（1,490.1㎡）を買入れ
  - 12月27日 - 全国高等学校駅伝競走大会に出場
  - 玄関前車回し、玄関前造園の設置
  - 第41回全国高等学校野球選手権北四国大会愛媛県予選大会決勝戦出場。西条に1－6で敗れる
- 1960年1月6日（昭和35年）- 老朽校舎解体、新築工事着工
  - 6月13日 - 物理・化学教室竣工
  - 9月7日（昭和35年）- 鉄筋教棟、普通教棟、男子女子部屋、農場教室・便所・物置竣工
  - 10月7日 - 講堂にて新築校舎落成記念式挙行
  - 中庭庭園完成
- 1961年4月1日（昭和36年）- 園芸科150名増設、農業科定員150名に減員　豊海分校募集停止
  - 理科教棟前造園の完成
- 1962年3月31日（昭和37年）-  給食室新築、立間分教場農場管理室（132㎡）竣工
  - 4月1日 - 商業科募集定員100名に増員、定時制中心校・高山分校ともに募集定員40名となる
  - 12月20日 - 立間分教場用地50.77aを園芸科後援会より県へ移管
    - 家庭科教棟前造園の完成
- 1963年3月31日（昭和38年）- 立間分教場管理室（生徒宿泊室、農夫舎92.4㎡）、農具室（39.6㎡）竣工
  - 4月1日 -  募集定員を普通科220名、農業科55名、園芸科55名、商業科110名に増員
  - 環境緑化指定校となる
  - 玄関前庭園及び中庭改造に着手。
  - 校地の斜面側に500坪の緑陰教室を設置
  - 観葉植物や名画、生徒の美術作品を展示した鑑賞コーナーを設置
  - 美術クラブ制作の塑像を中庭に設置
  - 建物側面の犬走り工事完成
- 1964年3月31日（昭和39年）- 水洗便所竣工
  - 4月1日 - 募集定員　園芸科90名、農業科45名
  - 7月13日 - 農機具実習室、園芸加工室、温室及び温室作業室新築竣工
  - 玄関前庭園の完成、中庭改修完了。万葉植物園着手、八重桜並木、シュロ並木完成
- 1965年3月31日（昭和40年）- 収納舎、ゲージ鶏舎竣工
  - 4月1日（昭和40年）- 募集定員　園芸科80名、農業科40名、商業科106名に減員
- 1966年3月（昭和41年）- 特別教棟（現・第1教棟）、体育教棟、豚舎竣工
  - 4月1日 - 募集定員　普通科200名、商業科100名に減員
  - 5月1日 - 特別教棟落成式挙行
- 1967年3月25日（昭和42年）- 柔剣道場・畜産実習準備室及び育雛室竣工。農業実習教室竣工
  - 4月1日 - 募集定員　普通科192名、商業科96名に減員
- 1968年4月1日（昭和43年）- 募集定員　普通科184名、商業科92名に減員
- 1968年11月23日（昭和43年）- 創立60周年記念式典挙行
- 1969年4月1日（昭和44年）- 募集定員　普通科180名、商業科92名に減員、定時制中心校募集停止
  - 10月14日 - 園芸科教棟(後の農業経営科教棟)竣工
- 1970年1月28日（昭和45年）- プール敷地等（598.48㎡）取り壊し作業を行う
  - 3月31日 - 農業実習地（5,919㎡）を買収
  - 6月1日 - 男子の長髪が全学年にわたって許可される
  - 7月31日 - プール開きを行う
  - 8月27日（昭和45年）- 本館（1,632.06㎡）新築落成
  - 8月 - 稲生共済住宅新築落成
  - 10月8日 - 本館完成に伴い、職員室移転
  - 10月9日 - 本館完成に伴い、授業教室移転
  - 10月31日 - 本館及びプール落成記念式典挙行
  - 12月24日 - プール（25m・8コース・1基）買収
- 1971年1月18日（昭和46年）- 男子部屋（66.11㎡）、教員住宅（79.32㎡）の取り壊しを行う
  - 2月26日 - 生徒会誌「しげる」創刊
  - 3月30日 - 園芸科教棟（285㎡）増築完成、農業実習地（9,150㎡）を買収
  - 4月1日 - 募集定員　園芸科40名に減員（1学級減）
- 1972年4月1日（昭和47年）- 定時制課程（高山分校）募集停止
  - 4月19日 - 校庭緑化推進指定校となる
  - 6月14日 - 校内緑化作業に入る（～7月1日まで）
  - 12月1日 - 特別第2教棟新築のための地鎮祭を行う
- 1973年3月31日（昭和48年）- 定時制課程（高山分校）閉校
  - 7月11日 - 緑化作業の芝植えをはじめる（～7月14日まで）
  - 7月21日 - 特別第2教棟の完成に伴い移転作業をはじめる（～7月25日まで）
  - 9月7日 - 特別第2教棟（現・第3教棟）および総合畜舎の竣工式を行う
  - 10月 - LL装置の導入完了
- 1974年4月1日（昭和49年）- 農業科、園芸科募集停止　農業経営科40名、農業工学科40名新設
  - 7月12日 - 校庭緑化作業（芝植え）を行う
  - 8月1日 - 校内公衆電話（赤電話）を本館2階職員室までに設置
  - 8月18日 - 屋内便所（特別第2教棟裏）新築工事地鎮祭を行う。
  - 10月16日 - 特別第2教棟裏屋外便所（33.50㎡）新築完成
- 1975年12月27日 （昭和50年）- 農業工学科教棟地鎮祭を行う
- 1976年1月10日（昭和51年）- 温室（68.42㎡）の取り壊しを行う
  - 1月 - 図書館教棟2階にコンピュータ室を新設
  - 2月26日 - 農業工学科教棟横庭園の庭石（9トン）が当時の本校事務長より寄贈
  - 8月10日 - 校内渡り廊下などに土足分離線塗装を行う
  - 8月27日 - 農業工学科特別棟竣工式挙行
- 1977年5月1日（昭和52年）- 島岩記念竹園（島岩友喜氏寄贈）完成。翌2日に開園式を行う
- 1978年10月6日（昭和53年）- 体育館起工式挙行
  - 11月25日 - 創立70周年記念式典挙行
- 1979年3月25日（昭和54年） - 第2体育館（2,071.35㎡）新築
  - 3月26日 - 校長住宅（83.80㎡）竣工
  - 3月28日 - 高圧受電設備（体育館横）新設
  - 5月22日（昭和54年）- 創立70周年記念第2体育館落成式挙行
  - 11月6日 - 農業クラブ測量競技全国大会参加（トランシットの部優秀賞）
- 1982年3月24日（昭和57年）-　堆肥舎竣工
  - 4月1日 - 募集定員を商業科90名に減員(1学級増)
  - 7月22日 - 理科教棟（木造370.98㎡）、美術教室（木造145.45㎡）、屋外便所西（コンクリートブロック造33.31㎡）取り壊し
  - 8月27日 - 普通教室（木造2階、974.90㎡）取り壊し
- 1983年3月25日（昭和58年）- 体育管理棟（木造225.61㎡）取り壊し
  - 3月28日 - 普通理科教棟（現・第2教棟）竣工（鉄筋コンクリート造4階建2,394.57㎡）
  - 4月1日 - 商業科募集定員90名に増員（1学級増）
  - 4月30日 - 中庭（庭園）完成
  - 7月29日 - 全国高等学校野球選手権準決勝進出。川之石に2－4で敗れる（24年ぶりベスト4）
- 1984年11月19日（昭和59年） - 商業教育百周年記念第35回愛媛県商業教育生徒研究会発表会を本校で実施
  - 11月30日 - 正門（校門）改修
- 1986年1月19日（昭和61年）- 第4回全国都道府県対抗女子駅伝競走（京都）の6区に出場
  - 7月28日 - 全国高等学校野球選手権大会準決勝進出。宇和島東に4－11で敗れる
- 1987年4月26日（昭和62年）- 高等学校野球春季県大会準優勝。西条に5－9で敗れる
  - 7月18日 - 80周年記念事業期成会を開く
  - 9月26日 - 本校農業材料庫（46.28㎡）、鶏舎（34.71㎡）、立間分教場農場管理室（46.28㎡）、農具室（39.53㎡）取り壊し
- 1988年1月13日（昭和63年）- 立間分教場管理室（132.49㎡）取り壊し
  - 1月26日 - 立間分教場農業経営科収納棟（283.50㎡）竣工
  - 3月25日 - 本校農業経営科特別教棟及び収納棟（598.50㎡及び243.00㎡）竣工
  - 3月30日 - 本校農場農業実習教室棟（250.20㎡）、農具室及び更衣室（224.89㎡）、収納庫（175.55㎡）取り壊し
  - 6月12日 - 第35回NHK杯全国放送コンテストへ出場
  - 9月4日 - 創立80周年記念野球招待試合を行う（津久見高・宇和島東高を招待）
  - 10月31日 - 創立80周年記念館、桜が丘会館新築竣工
  - 11月19日 - 創立80周年記念式典挙行
- 1989年2月9日（平成元年）- 体育器具収納庫(部室)竣工
  - 3月18日 - 創立80周年記念館(桜が丘会館)を県に移管
- 1991年3月25日（平成3年）- 温室完成
  - 5月30日（平成3年）- 弓道場落成
- 1992年4月1日（平成4年）- 農業経営科募集停止　生物工学科40名新設
  - 募集定員　商業科45名に減員（1学級減）
- 1993年4月1日（平成5年）- 募集定員　商業科40名に減員
- 1996年4月1日（平成8年）- 募集定員　普通科120名に減員（1学年減）
- 1998年11月20日（平成10年）- 創立90周年記念式典挙行
- 2000年4月1日（平成12年）- 農業工学科募集停止
- 2004年4月1日（平成16年）- 商業科募集停止
- 2006年2月22日（平成18年）- 商業科閉科式挙行
  - 4月 - 男女の制服変更。男子学ラン、女子セーラーからブレザーに
- 2007年4月（平成19年）- 百周年記念事業運動練習場建設のため、第１体育館を取り壊す
- 2008年10月31日（平成20年）- 創立100周年記念運動練習場（百桜館）竣工
  - 11月8日 - 創立100周年記念式典が宇和文化会館にて挙行。
- 2012年4月1日（平成24年）- 募集定員　普通科80名に減員
- 2014年12月21日（平成26年）- 陸上競技部が55年ぶり4回目の全国高等学校駅伝競走大会に出場
- 2018年10月27日（平成30年）- 創立110周年記念式典挙行
  - 10月28日 - 創立110周年記念学園祭挙行
  - 11月3日 - 愛媛県立宇和高校創立110周年を記念して野球部招待試合実施。小松高と野村高を招待
- 2020年4月1日（令和2年）- 再編整備により愛媛県立宇和高等学校三瓶分校設置
  - 9月5日 - 本校と三瓶分校が初の合同体育祭「愛媛県立宇和高等学校体育祭並びに三瓶分校創立100周年記念体育祭」を実施

## 学校行事

### 年間行事

#### 4月
- 入学式

#### 5月
- 中間考査

#### 6月
- 期末考査

#### 7月
- 前期夏期補習

#### 8月
- 後期夏期補習
- 始業式

#### 9月
- 体育祭

#### 10月
- 中間考査

#### 11月
- 学園祭

#### 12月
- 期末考査
- 冬期補習

#### 1月
- 始業式
- 学年末考査

#### 2月
- マラソン大会
  - 男子:8km, 女子:4km

#### 3月
- 卒業式
- 終業式

## 校歌
1951年1月11日（昭和26年）制定
作詞：佐伯秀雄　作曲：深尾茂男

## 生徒歌・応援歌
- 『第一生徒歌』（作詞：渡辺　尚）
- 『第二生徒歌』（作詞：白銀継哉　作曲：西脇正紀）
- 『応援歌』（作詞：高辻義胤　作曲：兵頭　晃）
- 『剛健の歌』（作詞：清水秀明　作曲：末光信三）

## 著名な出身者
- 井谷正吉（衆議院議員、農民運動家）
- 管家一夫（西予市長）
- 樫本学ヴ（漫画家）
- 佐々木弘𠮷（愛媛県議会議員、第56代愛媛県議会議長、元テレビ愛媛代表取締役社長）
- 難波望（脚本家）